# Alija-Sketch

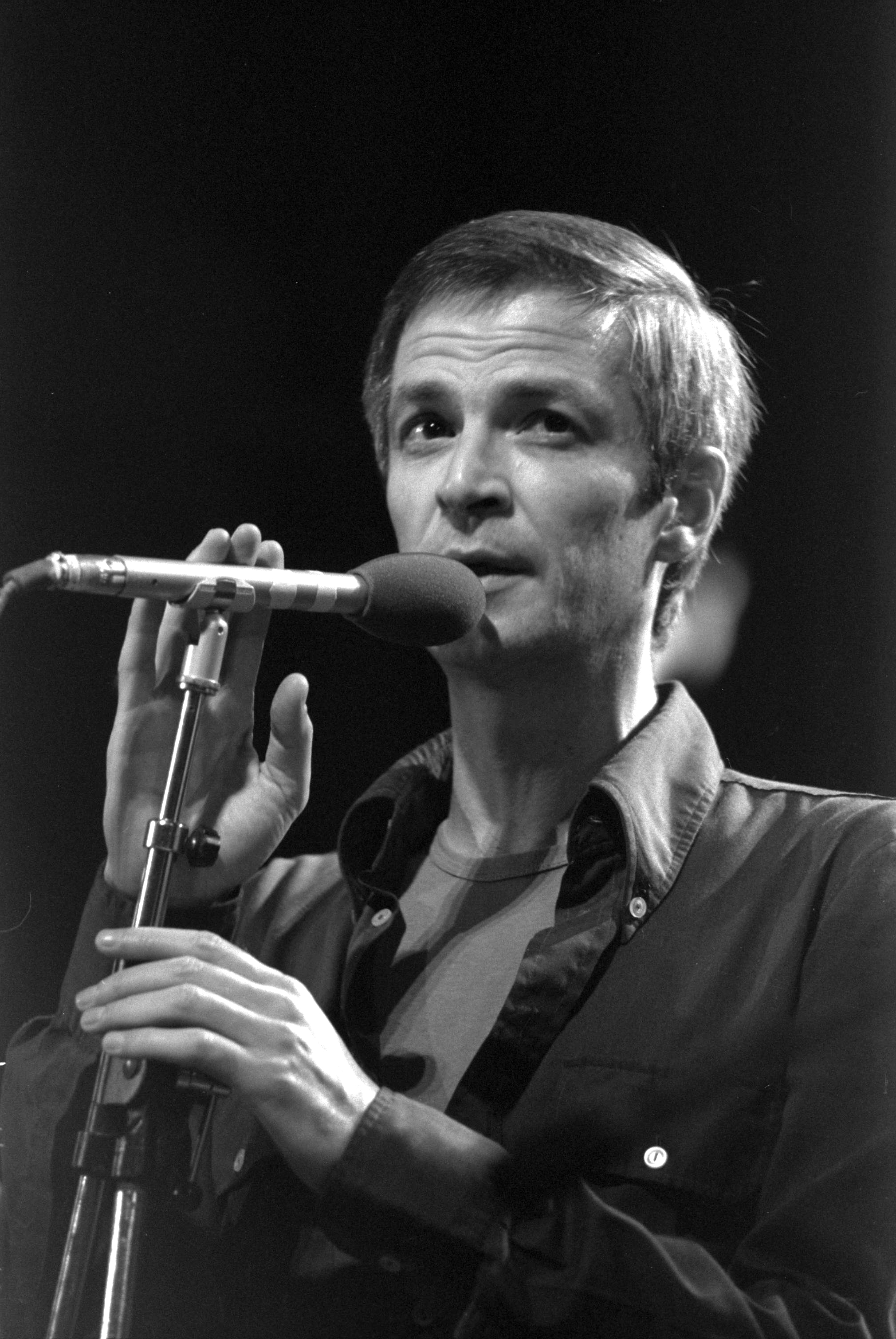
Arik Einstein (1979)

Uri Zohar (links)

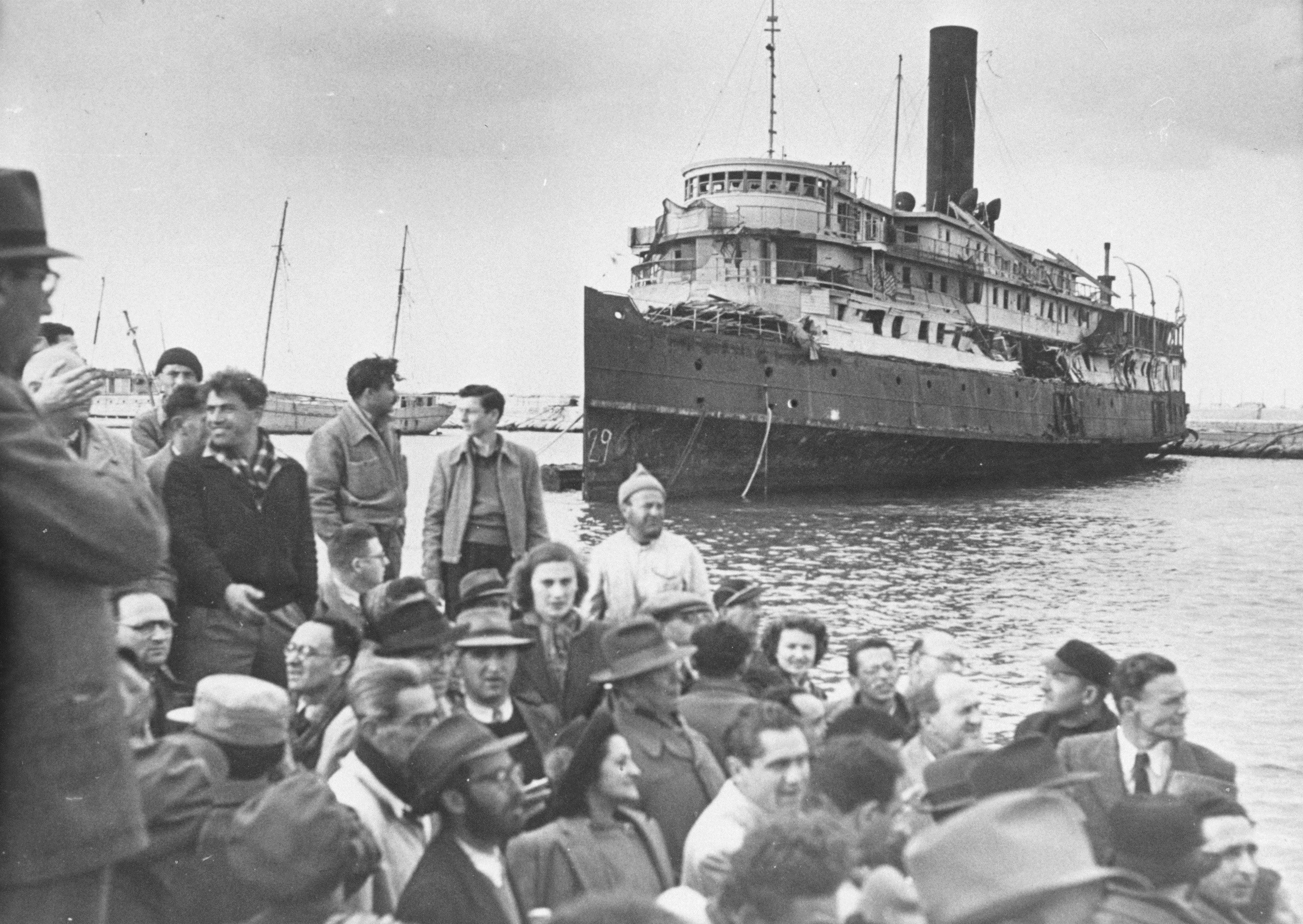
Palmach

Der Alija-Sketch (hebräisch הָעוֹלים הַחֲדָשִׁים haʿŌlīm haChadaschīm, deutsch ‚die neuen Einwanderer‘) von Arik Einstein (1939–2013) und Uri Zohar (1935–2022) ist ein israelischer Fernseh-Sketch, der die Tatsache parodiert, dass jede Welle von jüdischen Einwanderern aus verschiedenen Ländern sich nur kurze Zeit nach ihrem Eintreffen in Palästina bzw. Israel bereits schikanös und diskriminierend gegenüber neueren Einwanderern verhält. Der Sketch stammt aus den frühen 1970er Jahren und ist etwas über sieben Minuten lang. Arik Einstein und Uri Zohar spielen darin alle Hauptrollen.
Zum ersten Mal war er in einer Sendung der Fernsehshow „Lul“ („Hühnerstall“) zu sehen, die 1970–1973 im israelischen Fernsehen lief.
Der aus der Bibel stammende Begriff Alija (hebräisch עֲלִיָּה ʿAlijjah, deutsch ‚Aufstieg‘ [als Pilger ins hoch gelegene Jerusalem]; Plural ʿAlijjōt) bezeichnet im Judentum seit dem babylonischen Exil (586–539 v. Chr.) die Einwanderung von Juden als Einzelnen oder Gruppen aus der Diaspora in das Gelobte Land. Teilnehmer einer Alija heißen hebräisch Olim (Singular: fem. Olah, mask. Oleh).

## Aufbau
Der Sketch spielt in einem Hafen an der Mittelmeerküste und soll die verschiedenen Zeiten der großen Einwanderungswellen wiedergeben. Dort kommen immer neue Einwanderungswellen an: aus Russland, Polen, Jemen, Deutschland, Marokko und schließlich Georgien und Russland in der früheren Sowjetunion.
Diese Einwanderungswellen werden jeweils durch die beiden Schauspieler verkörpert, die in unterschiedlichen Kostümierungen und Verhaltensweisen den Charakter der unterschiedlichen Nationalitäten – unterschiedliche Sprachen, Sitten und Gebräuche, Kultur und ihre mit der Einwanderung in das verheißene Land verbundenen Hoffnungen – parodistisch wiedergeben.
Ihr Eintreffen wird jeweils kritisch von zwei Vertretern der jeweils zuvor angetroffenen Nationalitäten, d. h. den bereits vor Ort ansässigen Personen, kommentiert. Am Anfang, vor der ersten Einwanderungswelle aus Russland, sind dies zwei Araber (mit Kufiya), die das Eintreffen skeptisch betrachten.
Während die Kommentierung der bereits Ansässigen die Eigenheiten und Charakteristika der jeweiligen Vertreter verschiedener Länder aufs Korn nimmt, ihre sprachlichen und kulturellen Besonderheiten (Akzent, Essgewohnheiten, Verhaltensweisen …), findet in der Schlussszene eine allgemeine Beschimpfung durch alle bereits Eingewanderten in Richtung der Einwanderer statt, wo sich schließlich alle (Einstein und Zohar dem Zuschauer zugewandt, die Nebendarsteller in Kleidung der zuvor Eingewanderten) in Richtung des Meeres blickend im Chor vereinen (und sich in der Beschimpfung einig zu sein scheinen).
Die gerade neu angekommenen Einwanderer der Schlussszene beziehen dies zunächst sichtbar auf sich, merken aber allmählich, dass sie nicht persönlich damit gemeint sein können. Der Höhepunkt des Sketches besteht darin, dass sie sich bereits unmittelbar nachdem sie dies erkannt haben, d. h. sofort nach ihrer Einwanderung, dem in Richtung Meer gestikulierenden und sprechenden Chor zugesellen und ebenfalls mit der Beschimpfung in Richtung des Meeres (aus der all bisherigen Einwanderer eingetroffen sind) beginnen.
Musikalisch wird der Sketch durch das Lied Po bʾEretz Chemdat Avot (פֹּה בְּאֶרֶץ חֶמְדַּת אָבוֹת ‚Hier im Lande der Lust der Vorväter‘) von Chanina Kartschevski zusammengehalten, das als instrumentales Leitmotiv mehrmals erklingt.
Der Humor ist dabei äußerst vielschichtig und reicht von der Verwendung zahlreicher Sprachen – neben dem Hebräischen und Jiddischen gibt es Ausschnitte in Russisch, Polnisch, Deutsch, Französisch und Arabisch – und der Parodie des Zionismus bis zur burlesken Schlussszene.